# Meridià 170 a l'est
El meridià 170 a l'est de Greenwich és una línia de longitud que s'estén des del pol Nord travessant l'oceà Àrtic, Àsia, l'oceà Pacífic, Nova Zelanda, l'oceà Índic i l'Antàrtida fins al pol Sud.
El meridià 170 a l'est forma un cercle màxim amb el meridià 10 a l'Oest.
Com tot els altres meridians, la seva longitud correspon a una semicircumferència terrestre, són 20.003,932 km. Al nivell de l'equador, la seva distància del meridià de Greenwich és de 19.924 km

## De Pol a Pol
Començant en el pol Nord i dirigint-se cap al pol Sud, aquest meridià travessa:
| Coordenades                               | País, territori o mar      | Notes |
| ----------------------------------------- | -------------------------- | --- |
| 90° 0′ N, 170° 0′ E / 90.000°N,170.000°E  | Oceà Àrtic                 | |
| 73° 56′ N, 170° 0′ E / 73.933°N,170.000°E | Mar de la Sibèria Oriental | |
| 68° 47′ N, 170° 0′ E / 68.783°N,170.000°E | Rússia                     | Districte autònom de Txukotka Krai de Kamtxatka — des de 62° 40′ N, 170° 0′ E / 62.667°N,170.000°E |
| 60° 4′ N, 170° 0′ E / 60.067°N,170.000°E  | Mar de Bering              | |
| 53° 50′ N, 170° 0′ E / 53.833°N,170.000°E | Oceà Pacífic               | Passa just a l'oest de Bikar, Illes Marshall (a 12° 14′ N, 170° 4′ E / 12.233°N,170.067°E) · passa just a l'est d'Utirik, Illes Marshall (a 11° 14′ N, 169° 52′ E / 11.233°N,169.867°E) · passa just a l'est d'Ailuk, Illes Marshall (a 10° 14′ N, 169° 59′ E / 10.233°N,169.983°E)   |
| 9° 31′ N, 170° 0′ E / 9.517°N,170.000°E   | Illes Marshall             | Wotje i Erikub |
| 9° 4′ N, 170° 0′ E / 9.067°N,170.000°E    | Oceà Pacífic               | passa just a l'est de l'illa Anuta, Illes Salomó (a 11° 36′ S, 169° 51′ E / 11.600°S,169.850°E) · Passa just a l'oest de Futuna, Vanuatu (a 19° 31′ S, 170° 12′ E / 19.517°S,170.200°E) · passa just a l'est de l'illa Anatom, Vanuatu (a 20° 12′ S, 169° 54′ E / 20.200°S,169.900°E) |
| 43° 20′ S, 170° 0′ E / 43.333°S,170.000°E | Nova Zelanda               | Illa del Sud |
| 46° 15′ S, 170° 0′ E / 46.250°S,170.000°E | Oceà Pacífic               | passa just a l'est de l'illa Campbell, Nova Zelanda (a 52° 33′ S, 169° 16′ E / 52.550°S,169.267°E) |
| 60° 0′ S, 170° 0′ E / 60.000°S,170.000°E  | Oceà Antàrtic              | |
| 71° 38′ S, 170° 0′ E / 71.633°S,170.000°E | Antàrtida                  | Dependència de Ross, reclamat per Nova Zelanda |
| 72° 43′ S, 170° 0′ E / 72.717°S,170.000°E | Oceà Antàrtic              | Mar de Ross — passa just a l'est de l'Illa Coulman (a 73° 32′ S, 169° 55′ E / 73.533°S,169.917°E) |
| 77° 21′ S, 170° 0′ E / 77.350°S,170.000°E | Antàrtida                  | Dependència de Ross, reclamat per Nova Zelanda |